# Baton Rouge Kingfish
Baton Rouge Kingfish byl profesionální americký klub ledního hokeje, který sídlil v Baton Rouge v Louisianě. V letech 1996–2003 působil v profesionální soutěži East Coast Hockey League. Kingfish ve své poslední sezóně v ECHL skončily v základní části. Své domácí zápasy odehrával v hale Raising Cane's River Center Arena s kapacitou 8 900 diváků. Klubové barvy byly modrá a stříbrná.
Založen byl v roce 1996 po přestěhování týmu Erie Panthers do Baton Rouge. Zanikl v roce 2003 přestěhováním do Victorie, kde byl založen tým Victoria Salmon Kings.

## Přehled ligové účasti
Zdroj: 
- 1996–1997: East Coast Hockey League (Jižní divize)
- 1997–2003: East Coast Hockey League (Jihozápadní divize)